# Impôt de solidarité nationale
 (décembre 2017).
Si vous disposez d'ouvrages ou d'articles de référence ou si vous connaissez des sites web de qualité traitant du thème abordé ici, merci de compléter l'article en donnant les références utiles à sa vérifiabilité et en les liant à la section « Notes et références ».
En France, l'impôt de solidarité nationale était un prélèvement sur le capital créé temporairement en 1945.

## Technique fiscale
Institué par l'ordonnance du 15 août 1945, cet impôt exceptionnel comportait d'une part un prélèvement sur les patrimoines existant à la date du 4 juin 1945 et d'autre part une contribution sur les enrichissements réalisés entre le 1er janvier 1940 et le 4 juin 1945. Il était présenté comme un moyen de justice fiscale à la suite des profits de marché noir et sur les biens juifs.
Il était déclaratif, son recouvrement et son contrôle furent confié à la administration de l'enregistrement, des domaines et du timbre.

## Intérêt historique
Il constitue une source essentielle pour l'étude des patrimoines au lendemain de la Seconde Guerre mondiale et des spoliations des biens juifs. Les archives départementales de la plupart des départements conservent des liasses de déclarations ISN et parfois des dossiers de contrôle. Toutefois les séries sont incomplètes.